# Samoa na Letnich Igrzyskach Olimpijskich 1988
Samoa na Letnich Igrzyskach Olimpijskich 1988 reprezentowało 11 zawodników (sami mężczyźni). Był to 2. start reprezentacji Samoa na letnich igrzyskach olimpijskich.

## Skład kadry

### Boks
Mężczyźni
- Tiui Faamaoni - waga kogucia - 33. miejsce
- Ulaipalota Tauatama - waga piórkowa - 17. miejsce
- Avaavau Avaavau - waga lekkopółśrednia - 32. miejsce
- Asomua Naea - waga półśrednia - 17. miejsce
- Likou Aliu - waga lekkośrednia - 17. miejsce
- Viliamu Lesiva - waga średnia - 17. miejsce
- Pua Ulberg - waga lekkociężka - 17. miejsce

### Lekkoatletyka
Mężczyźni
- Henry Smith - rzut dyskiem - 25. miejsce

### Podnoszenie ciężarów
Mężczyźni
- Taveuni Ofisa - waga lekka - 18. miejsce

### Zapasy
Mężczyźni
- Uati Iutana - styl wolny, waga półśrednia - odpadł w eliminacjach
- Fred Solovi - styl wolny, waga ciężka - odpadł w eliminacjach